# Theodor de Lalane du Thay

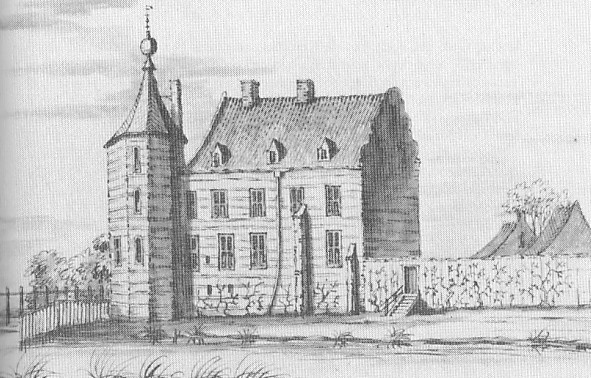
De Kemnade op een prent uit 1720

Anthony Theodore de Lalane du Thay (Grave, 1687 – Bredevoort, 1736) was ingenieur en majoor bij de Genie, en commandeur en verwalter-drost van Bredevoort.

## Levensloop
Anthony Theodore de Lalane du Thay was de zoon van een Spaanse familie uit Navarra die in de zestiende eeuw met Alva naar Nederland was gekomen. Hij trouwde op 16 juni 1715 in 's-Gravenhage met Gerhardina (Gerritje) van Bronkhorst.
Hij was in dienst van de Dienst der Fortificatiën onder Menno van Coehoorn vanaf 1708 als ingenieur 3e klasse, vanaf 1724 als ingenieur 2de klasse en vanaf 1725 in de rang van majoor-ingenieur.
De Lalane paste de inzichten van Van Coehoorn toe op het vestingwerk van Bredevoort.
Op 12 augustus 1728 werd hij aangesteld als verwalter-drost (plaatsvervangend drost) te Bredevoort, als opvolger van Claudi Anthony de la Lane du Thay, welke functie hij bekleedde tot in 1735. 
Op 6 november 1728 kocht De Lalane de havezate Kemnade met alle onderhorigheden en Wijnbergen van de erven Schimmelpenninck. De koop omvatte behalve huis en hof een bank in de kerk van Doetinchem en de pont over het water. De totale koopsom van f. 43.000 werd pas op 29 juli 1733 betaald. In 1729 kwam de Kemnade met goederen in leen van de Pruisische koning. Na zijn overlijden kwam de Kemnade in leen op zijn minderjarige zoon Claudius, later burgemeester van Doetinchem.
De Lalane du Thay overleed in 1736 op 48-jarige leeftijd.